# The Slapstickers
The Slapstickers ist eine Ska-Band, die 1995 in Brühl gegründet wurde.

## Geschichte
Die Band entstand 1995, die ersten Monate unter dem Namen Skaracho. Bands wie The Busters und The Toasters prägten und prägen den Sound der Slapstickers.
In den ersten Jahren profilierte sich die Band vor allem durch die Teilnahme an Band-Wettbewerben. So belegte die Band 1998 den ersten Platz des Toys2Masters-Bandcontests, was ihr die Veröffentlichung der ersten CD Ska Invasion einbrachte.
Bereits 1997 spielte die Band als Vorgruppe der international erfolgreichen Skaband The Toasters. Später folgten größere Konzerte und Touren durch ganz Deutschland, teilweise als Vorband (zum Beispiel für die Busters und für Madness), in der Regel aber als Hauptgruppe mit Unterstützung lokaler Ska-Bands.
2000 gewann die Band einen Wettbewerb von Radio 1Live und trat in der ARD-Serie Tanja auf.
Im Jahr 2005 folgten ein Live-Album mit dem Titel a-huii!! und Auftritte gemeinsam mit den Skatalites.
2015 feierte die Band ihr 20-jähriges Jubiläum mit einer aufwändigen Studioproduktion mit der Kölner Big Band The Swingcredibles. 2017 erschien das Weihnachtsalbum Lametta. 2024 folgte ein neues Studioalbum mit dem Titel Silverback.
Die Band spielt regelmäßig auf Konzerten und Festivals, etwa bei Rhein in Flammen 2014 und beim Green Juice Festival 2015. Zudem veranstaltet die Band regelmäßig Weihnachtskonzerte im Musikclub Harmonie in Bonn.

## Diskografie

### Studioalben
- 1998: Nine Cowboys From Outta Space: Ska Invasion
- 2001: Skascraper
- 2003: Taste It!
- 2007: Rocket
- 2010: Sonic Island (CD/DVD)
- 2014: Addicted to the road
- 2024: Silverback

### EPs
- 1999: Waiting For The Summer
- 2015: The Slapstickers feat. The Swingcredibles

### Weitere Veröffentlichungen
- 1995: Demo
- 2005: a-huii!! (Livealbum, 2 CDs)
- 2017: Lametta! (Weihnachtsalbum)
- 2018: Dromedar / Delta 145 (Single, nur digital erschienen)

### Beiträge auf Kompilationen
- 2023: Living On Dreams and Custard Creams (Tributealbum an The Hotknives) – Song: You Again
- 2024: Ska... Ska... Skandal No. 7 (Label: Pork Pie) – Song: Play It Safe

## Rezeption
Plattentests.de bewertete das Album Rocket als „prächtig funktionierende Gute-Laune-Platte“ und vergab eine Bewertung von 7 von 10 Punkten. Die Tageszeitung Westfälische Nachrichten bezeichnete die Gruppe in einer Konzertrezension von 2024 als „Kultband“ und schrieb, sie gehöre „zu den besten ihres Faches“.